# Szántódi füzetek
A Szántódi füzetek 1980 és 1988 között 14 kiadványt megjelentető, tudományos igényű, helytörténeti sorozat volt.
Az 1970-es évek végén Boross Marietta (Somogy megye tudományos-, közművelődési intézményeinek bevonásával) megalakította a Szántódpusztai Tudományos Bizottságot. A bizottság indította el a Szántódi füzetek című helytörténeti sorozatot 1980-ban, amelyeknek kötetei önálló kiadványokként alakultak a település múltját ismertető tudományos sorozattá.

## Kötetei
- (I.) Péterffy Ida: Pálóczi Horváth Ádám Szántódon (1980. Győr)
- (II.) Zákonyi Ferenc: A szántódi rév története
- (III.) Boross Marietta: A balatonendrédi csipke története
- (IV.) Sági Károly: Szántódpuszta története a magyar államalapításig
- (V.) Magyar Kálmán: Szántódpuszta és környéke a középkorban
- (VI.) Tüskés Tibor: Szántód az irodalomban
- (VII.) Magyar Eszter: Szántódpuszta a török hódoltságtól a szabadságharcig.
- (VIII.) Péterffy Ida: Levelek Szántódról. (Pálóczi Horváth Ádám leveleiből, verses és prózai munkáiból való válogatás)
- (IX.) Fülöp Éva Mária: Szántódpuszta kapitalizmus-kori agrártörténete 1848 - 1945
- (X.) Ágostházi László - Boross Marietta: Szántódpuszta építéstörténete
- (XI.) Szapudi András: Csillagom, révészem címmel egyrészt a híres - neves szántódi révvel, másrészt az ott kialakított tudományos műhellyel foglalkozó rövid írásait adja közre
- (XII.) Együd Árpád: Szántódpuszta és környéke szájhagyománya.
- (XIII.) Marosi Sándor - Szilárd Jenő: Szántódpuszta és környéke természetrajza
- (XIV.) Ponyi Jenő: A Szántód-Tihany környéki tóvíz élővilága